# Lycianthes conicibaccata
Lycianthes conicibaccata är en potatisväxtart som beskrevs av Friedrich August Georg Bitter och Seithe. Lycianthes conicibaccata ingår i Himmelsögonsläktet som ingår i familjen potatisväxter. Inga underarter finns listade i Catalogue of Life.